# المذهب الطبيعي البيولوجي
الطبيعة البيولوجية (بالانجليرية: Biological naturalism) هي نظرية توضح العلاقة بين الوعي والجسد (أي الدماغ)، وبالتالي نهج لمشكلة العقل والجسد. تم اقتراحه لأول مرة من قبل الفيلسوف جون سيرل في عام 1980 وتم تعريفه من خلال تعريفين رئيسيتين: 1) جميع الظواهر العقلية من الآلام والدغدغة والحكة إلى الأفكار الأكثر غموضًا ناتجة عن عمليات بيولوجية عصبية منخفضة المستوى في الدماغ. 2) الظواهر العقلية هي سمات عالية المستوى للدماغ.

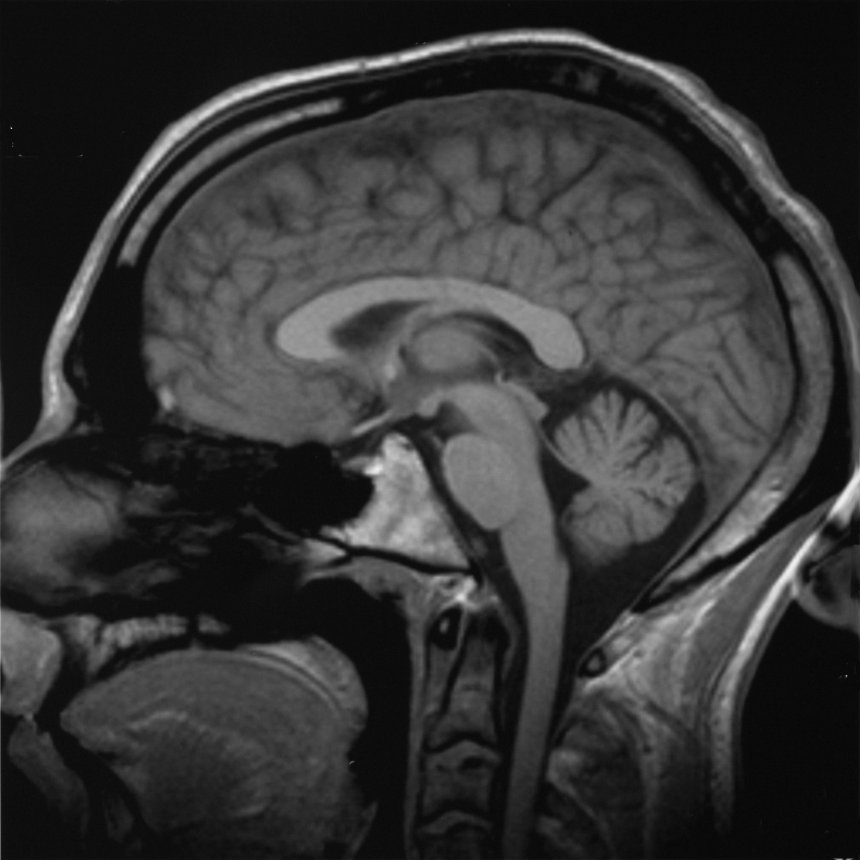
تنص الطبيعة البيولوجية على أن الوعي هو وظيفة ذات مستوى أعلى للقدرات الجسدية للدماغ البشري.

هذا يستلزم أن الدماغ لديه القوى السببية المناسبة لإنتاج القصدية (القصدية: هي قدرة العقول على ان تون حول شيء ما لتمثيل أو الدفاع عن الاشياء والخصائص والحالات). ومع ذلك فإن ا الطبيعية البيولوجية لسيرل لا يستلزم أن الأدمغة فقط هي التي يمكن أن تسبب الوعي. يحرص سيرل على الإشارة إلى أنه بينما يبدو أن بعض وظائف الدماغ كافية لإنتاج حالات واعية، فإن حالتنا الحالية من المعرفة البيولوجية العصبية تمنعنا من استنتاج أنها ضرورية لإنتاج الوعي. في كلماته:
«حقيقة أن عمليات الدماغ تسبب الوعي لا تعني أن الأدمغة فقط هي التي يمكن أن تكون واعية الدماغ هو آلة بيولوجية، وقد نبني آلة اصطناعية كانت واعية تمامًا كما القلب هو آلة وقد بنينا قلوبًا اصطناعية لأننا لا نعرف بالضبط كيف يفعل الدماغ ذلك، فإننا لسنا في وضع يسمح لنا بعد بمعرفة كيفية القيام بذلك بشكل مصطنع.» (الطبيعة البيولوجية، 2004)

## ملخص

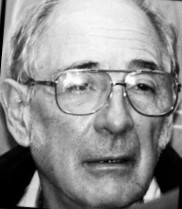
جون سيرل

ينكر سيرل الثنائية الديكارتية، فكرة أن العقل هو نوع منفصل من الجسد، لأن هذا يتعارض مع فهمنا الكامل للفيزياء، وعلى عكس ديكارت، فهو لا يدخل الله في المشكلة. في الواقع، ينفي سيرل أي نوع من الثنائية، البديل التقليدي للوحدة، مدعيا أن التمييز خطأ. يرفض فكرة أنه نظرًا لأن العقل غير مرئي بشكل موضوعي، فإنه لا يقع تحت عنوان الفيزياء.
يعتقد سيرل أن الوعي «جزء حقيقي من العالم الحقيقي ولا يمكن القضاء عليه لصالح شيء آخر أو اختزاله إلى شيء آخر» سواء كان ذلك الشيء حالة عصبية للدماغ أو برنامج كمبيوت. يزعم على سبيل المثال أن البرنامج المعروف باسم Deep Blue لا يعرف شيئًا عن الشطرنج. كما أنه يعتقد أن الوعي هو سبب الأحداث في الجسم والاستجابة للأحداث في الجسم.
من ناحية أخرى لا يتعامل سيرل مع الوعي على أنه شبح في الآلة بل يتعامل معها على أنها حالة من الدماغ يمكن وصف التفاعل السببي بين العقل والدماغ بعبارات طبيعية: الأحداث على المستوى الجزئي (ربما على مستوى الخلايا العصبية الفردية) تسبب الوعي التغييرات على المستوى الكلي (الدماغ كله) تشكل الوعي. التغييرات الصغيرة تسبب التغييرات الشاملة ثم تتأثر بها بنفس الطريقة التي يتسبب بها لاعبو كرة القدم الفرديون في فوز الفريق (ككل) بالمباريات، مما يؤدي إلى اكتساب الأفراد الثقة من معرفة أنهم جزء من فريق فائز.
وقد أوضح هذا التمييز من خلال الإشارة إلى أن المصطلح الفلسفي الشائع «قابل للاختزال» غامض يؤكد سيرل أن الوعي «قابل للاختزال سببيًا» لعمليات الدماغ دون أن يكون «قابلاً للاختزال وجوديًا». وهو يأمل في أن يتيح له هذا التمييز الهروب من المعضلة التقليدية بين المادية الاختزالية وازدواجية الجوهر، إنه يؤكد الطبيعة الفيزيائية الأساسية للكون من خلال التأكيد على أن الوعي ناتج تمامًا عن الدماغ وإدراكه ولكنه أيضًا لا ينكر ما يعتبره الحقائق الواضحة بأن البشر واعين حقًا وأن الحالات الواعية لها أساسًا طبيعة الشخص الأول.
قد يكون من المغري رؤية النظرية كنوع من ثنائية الخصائص، لأن الخصائص العقلية للشخص من وجهة نظر سيرل تختلف بشكل قاطع عن خصائصه الفيزيائية الدقيقة. هذا الأخير لديه «علم الوجود (الإنجليزية:ontology) الشخص الثالث» في حين أن الأول لديه «علم الوجود الشخص الأول». يمكن الوصول إلى البنية الدقيقة بشكل موضوعي من قبل أي عدد من الأشخاص، كما هو الحال عندما يقوم العديد من جراحي الدماغ بفحص نصفي الكرة المخية للمريض. لكن الألم أو الرغبة أو المعتقد يمكن الوصول إليه بشكل شخصي من قبل الشخص الذي لديه الألم أو الرغبة أو المعتقد ولا يمتلك أي شخص آخر هذا النمط من الوصول ومع ذلك يحمل سيرل الخصائص العقلية على أنها نوع من الممتلكات المادية - تلك التي لها علم وجود الشخص الأول. لذا فإن هذا يميز وجهة نظره عن ثنائية الخصائص الفيزيائية وغير الفيزيائية. خصائصه العقلية جسدية مفترضة.

## نقد
كان هناك العديد من الانتقادات لفكرة سيرل عن الطبيعية البيولوجية.
يقترح جيري فودور أن سيرل لا يعطينا أي تفسير على الإطلاق عن سبب اعتقاده بالضبط أن الكيمياء الحيوية مثل أو مشابهة لدماغ الإنسان لا غنى عنها للقصد.... يعتقد فودور أنه يبدو أكثر منطقية بكثير أن نفترض أن الطريقة التي يرتبط بها الكائن الحي (أو أي نظام آخر لهذه المسألة) ببيئته هي التي لا غنى عنها في تفسير القصد. من الأسهل أن نرى «كيف يمكن أن تؤثر حقيقة ارتباط فكرتي سببيًا بشجرة على كونها فكرة عن الشجرة. ولكن من الصعب تخيل كيف أن حقيقة (بصراحة) تتكون فكرتي من يمكن أن تكون الهيدروكربونات مهمة، باستثناء الفرضية غير المحتملة القائلة بأن الهيدروكربونات فقط يمكن أن تكون مرتبطة سببيًا بالأشجار بالطريقة التي ترتبط بها الأدمغة».
يأخذ جون هوغلاند المفهوم المركزي لبعض «القوى السببية الصحيحة» الخاصة التي ينسبها سيرل إلى الكيمياء الحيوية للدماغ البشري. يطلب منا أن نتخيل موقفًا ملموسًا تكون فيه القوى السببية «الصحيحة» هي تلك التي يتعين على عصبوناتنا أن تحفز بعضها البعض بشكل متبادل. في هذه الحالة، يمكن لأشكال الحياة الفضائية القائمة على السيليكون أن تكون ذكية فقط في حالة امتلاكها لهذه القوى السببية «الصحيحة» أي أنها تمتلك خلايا عصبية ذات اتصالات متشابكة لديها القدرة على تحفيز بعضها البعض بشكل متبادل. ثم يمكننا أن نأخذ أي متحدث للغة الصينية، ونغطي الخلايا العصبية الخاصة به في نوع من الغلاف الذي يمنعهم من التأثر بالناقلات العصبية وبالتالي، من امتلاك القوى السببية الصحيحة. في هذه المرحلة يرى «شيطان سيرل» (ربما روبوت نانوي يتحدث الإنجليزية) ما يحدث ويتدخل: إنه يرى من خلال الغطاء ويحدد الخلايا العصبية التي كان من الممكن أن يتم تحفيزها وأيها لا ويواصل تحفيز الخلايا العصبية المناسبة وإغلاق الآخرين نفسه
ولا يتأثر سلوك موضوع التجربة. يواصل التحدث باللغة الصينية بشكل مثالي كما كان قبل العملية ولكن الآن تم استبدال القوى السببية لناقلاته العصبية بشخص لا يفهم اللغة الصينية. النقطة قابلة للتعميم: بالنسبة لأي قوى سببية سيكون من الممكن دائمًا استبدالها افتراضيًا بنوع من شيطان سيرليان الذي سينفذ العمليات ميكانيكيًا. استنتاجه هو أن رؤية سيرل هي بالضرورة وجهة نظر ثنائية لطبيعة القوى السببية «لا ترتبط ارتباطًا جوهريًا بالقوى الفعلية للأشياء المادية».
لا يستبعد سيرل نفسه إمكانية وجود ترتيبات بديلة للمادة التي تولد الوعي بخلاف العقول البيولوجية. كما أنه يجادل في أن الطبيعة البيولوجية ثنائية الطبيعة في مقال موجز بعنوان «لماذا أنا لست ثنائي الملكية».